# Punkt stacjonarny

Niebieski wykres funkcji ma zaznaczone różne punkty stacjonarne: lokalne ekstrema obydwu rodzajów oraz (stacjonarny) punkt przegięcia w początku układu. Czerwony wykres przedstawia pochodną tej funkcji – w każdym z tych punktów się zeruje, a w przegięciu dodatkowo ma lokalne ekstremum.

Punkt stacjonarny, czasem: punkt krytyczny – punkt w dziedzinie funkcji rzeczywistej, w którym pierwsza pochodna przyjmuje wartość zero. Punkt krytyczny bywa definiowany tak samo lub szerzej – obejmując też te punkty, w których pochodna w ogóle nie istnieje.

## Własności
Jeśli w tym punkcie istnieje druga pochodna, to jest on ekstremum lokalnym albo punktem przegięcia. Jeśli jest dodatnia, to funkcja ma minimum lokalne; jeżeli istnieje i jest ujemna, funkcja ma maksimum lokalne. Są to warunki wystarczające dla istnienia ekstremów w punkcie stacjonarnym.
Dla funkcji wielu zmiennych w punkcie krytycznym zerują się pochodne cząstkowe po wszystkich zmiennych, czyli jest to miejsce zerowe gradientu.